# یواس‌اس رال (دی‌یی-۳۰۴)
یواس‌اس رال (دی‌یی-۳۰۴) (به انگلیسی: USS Rall (DE-304)) یک کشتی بود که طول آن ۲۸۹ فوت ۵ اینچ (۸۸٫۲۱ متر) بود. این کشتی در سال ۱۹۴۳ ساخته شد.